# Jonny Pasvolsky
Jonny Marc Pasvolsky (Ciudad del Cabo, 26 de julio de 1972) es un actor australiano de origen sudafricano, conocido por haber interpretado a Rob Shelton/Matt Bosnich en la aclamada serie australiana Mcleod's Daughters.  

## Biografía
Es hijo de Monica Pasvolsky, su hermano es el director Steve Pasvolsky, quien recibió una nominación al Oscar en el 2003 por su cortometraje, Inja. 
Jonny y su esposa Carolyn tuvieron su primera hija, Marlene Sierra, el miércoles 24 de octubre de 2007 en Los Ángeles. Marlene fue bautizada en una ceremonia privada en Bondi y fue nombrada por la canción de Susanne Vega "Marlene on the Wall" y por la calle Sierra Bonita, lugar donde vivían Jonny y su esposa Carolyn cuando se enteraron de que estaban esperándola. La pareja tuvo su segunda hija, Sylvie Star Pasvolsky en agosto del 2009 y a la tercera, Viola Emery Rose Pasvolsky, en marzo del 2012.

## Carrera
Entre el 2002 y el 2005 Pasvolsky apareció como invitado en las series All Saints, White Collar Blue y Young Lions. 
En el 2003 participó en 3 episodios de la exitosa serie Farscape.
En el 2005 Jonny se unió a la serie Mcleod's Daughters, donde interpretó al interés romántico de Jodi, Rob Shelton/Matt Bosnich; por su participación en la serie obtuvo una nominación a los premios logie por "Most Popular New Male Talent", en el 2006. Ese mismo año participó en la película Macbeth donde Jonny se afeitó la cabeza para interpretar a Lennox.
En el 2008 interpretó al señor Hooper en Hey, Hey, It's Esther Blueburger. En el 2009 interpretó a Antonio Morelli en la miniserie False Witness. También se unió a la segunda temporada de la serie criminal Underbelly: A Tale of Two Cities donde dio vida al inspector Dave Priest, en la serie comparte créditos con sus compañeros de Mcleod's daughters Dustin Clare, Matt Passmore y Myles Pollard.
En el 2009 apareció en como personaje invitado en un episodio de la serie Rescue Special Ops, donde interpretó a Karl Stevenson.
En el 2010 obtuvo un papel recurrente en la serie Cops: L.A.C. donde interpretó a Zac Butler, el novio de la oficial Samantha Cooper (Kate Ritchie). Su última participación fue durante el último episodio de la primera temporada. Tras el final de la primera temporada la serie fue cancelada por la cadena Nine debido a la baja audiencia.
Desde mayo del 2011 aparece como personaje recurrente en la segunda temporada de la serie Offspring donde interpreta al doctor Ben. Ese mismo año en junio se anunció que Jonny junto a los actores junto a los actores Rachael Coopes, Luke Carroll y Emma Palmer, se unirían como presentadores del programa infantil Play School para celebrar sus 45 años al aire.
El 17 de agosto de 2012 apareció en varios episodios de la exitosa y popular serie australiana Home and Away donde interpretó a Tim Graham, el exnovio de Ruth Stewart (Georgie Parker) quien llega de Nueva York para intentar recuperarla.
En el 2013 se unió al elenco de la nueva serie Mr & Mrs Murder donde interpreta al detective de homicidios Peter Vinetti, hasta ahora.
En febrero del 2014 se unirá al elenco principal de la nueva serie The Moodys donde dará vida a Matt Copello, la serie es la secuela de la serie A Moody Christmas.

## Filmografía

### Series de televisión
| Año           | Título                           | Personaje          | Notas                           |
| ------------- | -------------------------------- | ------------------ | ------------------------------- |
| 2019-presente | Barriers                         | -                  |                                 |
| 2018          | Picnic at Hanging Rock           | Sgt. Bumpher       | 5 episodios - miniserie         |
| 2018          | Westworld                        | "Bloody" Jimmy     | episodio "The Adversary"        |
| 2014          | The Moodys                       | Matt Capello       | 5 episodios                     |
| 2013          | Miss Fisher's Murder Mysteries   | Warwick Hamilton   | episodio "Death Comes Knocking" |
| 2013          | Mr & Mrs Murder                  | Det. Peter Vinetti | 13 episodios                    |
| 2012          | Home and Away                    | Tim Graham         | 7 episodios                     |
| 2011          | Offspring                        | Dr. Ben Forbes     | 2 episodios                     |
| 2010          | Cops: L.A.C.                     | Zac Butler         | 9 episodios                     |
| 2010          | Sea Patrol                       | Clarkson           | episodio "The Right Stuff"      |
| 2009          | Rescue Special Ops               | Karl Stevenson     | episodio #1.7                   |
| 2009          | Underbelly: A Tale of Two Cities | Dave Priest        | 10 episodios                    |
| 2008          | Satisfaction                     | Zoron              | 2 episodios                     |
| 2005-2007     | Mcleod's Daughters               | Rob Shelton        | 35 episodios                    |
| 2003          | White Collar Blue                | Sal Olivato        | episodio # 1.21                 |
| 2003          | Farscape                         | Pennoch            | 3 episodios                     |
| 2002          | All Saints                       | John Paulos        | episodio "Bedtime Stories"      |
| 2002          | Young Lions                      | Daniel Crane       | 2 episodios                     |

### Películas
| Año  | Título                             | Personaje                | Notas                                                                                                  |
| ---- | ---------------------------------- | ------------------------ | --- |
| 2011 | Blood Brothers                     | Simon Kennedy            | junto a junto a Michael Dorman, Jodi Gordon, Cariba Heine, Lisa McCune y Denise Roberts                |
| 2009 | False Witness                      | Antonio Morelli          | junto a Dougray Scott, Richard Roxburgh y Claire Forlani                                               |
| 2008 | Hey Hey It's Esther Blueburger     | Mr. Hooper               | - |
| 2008 | Blood                              | Tony Kovac               | - |
| 2006 | Macbeth                            | Lennox                   | junto a Sam Worthington, Victoria Hill y Nash Edgerton                                                 |
| 2006 | Fatal Contact: Bird Flu in America | Asistente del Gobernador | junto a Joely Richardson, Paul O'Brien, Justina Machado, Stacy Keach, Kodi Smit-McPhee y Steve Bastoni |
| 2005 | Second Chances                     | Sergento Sharp           | junto a Ben Mendelsohn, Tara Morice, Genevieve O'Reilly, Rhys Muldoon y Geoff Morrell                  |
| 2005 | Still Life                         | Brian                    | - |

### Apariciones
| Año           | Programa      | Notas       |
| ------------- | ------------- | ----------- |
| 2011-presente | Play School   | presentador |
| 1995          | Bordertown    | productor   |
| 1994          | The Sum of Us | camarógrafo |

### Teatro
| Año  | Obra                       | Personaje                | Director       | Teatro                 | Notas                                                         |
| ---- | -------------------------- | ------------------------ | -------------- | ---------------------- | ------------------------------------------------------------- |
| 2010 | Bug                        | Jerry Goss               | Anthony Skuse  | Griffin Theatre        | junto a Jeanette Cronin, Catherine Terracini y Matthew Walker |
| 2008 | Spring                     | -                        | Lee Lewis      | Griffin Theatre        | -                                                             |
| 2004 | Lovers at Versailles       | Tony                     | Denise Roberts | -                      | junto a Judith McGrath, Jeremy Cumpston y Lisa Bailey         |
| 2003 | Proof                      | Harold Dobbs             | George Ogilvie | Glen Street Theatre    | junto a Jacqueline McKenzie, Christina Eliason y Barry Otto   |
| 2002 | Blind City                 | Steve/Various            | Kym Weatherley | Bondi Pavilion Theatre | junto a Sophie Gregg y Graeme Rhodes                          |
| -    | Two-Up Five Stories High   | Ensemble                 | -              | -                      | -                                                             |
| -    | Stories from Suburban Road | Padre/Ally Breen/Traynor | -              | -                      | -                                                             |
| 2001 | The School Of Night        | Thomas Kyd               | Alan Flower    | Old Fitzroy Theatre    | junto a Dean Atkinson y Tess Bryant                           |
| -    | The Sugar House            | Ross MacCreadle          | -              | -                      | -                                                             |

## Premios y nominaciones
| Año  | Categoría                    | Premio      | Serie              | Resultado |
| ---- | ---------------------------- | ----------- | ------------------ | --------- |
| 2006 | Most Popular New Male Talent | Logie Award | Mcleod's Daughters | Nominado  |